# La Nativité (de Champaigne)
La Nativité est une peinture à l'huile sur toile réalisée vers 1643 par Philippe de Champaigne. Elle est conservée au palais des Beaux-Arts de Lille depuis 1804.

## Historique
Peint vers 1643 à la demande de Jacques Tubeuf, surintendant des finances, pour décorer l'autel de la chapelle qui lui était affectée dans l'église de l'Oratoire à Paris, le tableau est saisi par la commission révolutionnaire et transporté au dépôt des Petits Augustins, puis à celui de la rue de Beaune. En 1801, il est attribué au musée des beaux-arts de Lille, récemment créé.

## Description
Le tableau est divisé en deux parties. En haut, deux anges sur une tribune de nuages et de têtes de chérubins observent la scène. En bas, Marie et Joseph, accompagnés du bœuf et de l'âne, à peine visible, sont en adoration devant l'Enfant, emmailloté comme il est décrit dans l’Évangile de Luc. À l'arrière-plan, un ange resplendissant survole la campagne et annonce l'avènement du Messie aux bergers. Au premier plan, on distingue une gourde et un bâton de marche qui rappellent que la Nativité n’est qu’une étape du voyage de la famille, venue se faire recenser à Bethléem.

## Analyse
Lorenzo Pericolo relève que Champaigne adopte dans le traitement de cette nativité un parti désuet, remontant au Moyen Âge, en ne représentant ni les rois, ni les bergers, venus adorer Jésus. Il y voit l'influence de la pensée du cardinal de Bérulle, fondateur de la société et de l'église de l'Oratoire, à laquelle le tableau est destiné. Ce dernier exprime en effet un spiritualité très particulière marquée notamment par la lumière qui émane miraculeusement de l'enfant et vient illuminer le visage de la Vierge, l'état de contemplation silencieuse de la Vierge face à l'Enfant, le visage détourné de Joseph qui n'ose regarder le Messie, le regard méditatif, empreint de gravité, du Christ représenté en véritable nourrisson.